# Pohnsdorf
Pohnsdorf er en by og kommune i det nordlige Tyskland, beliggende i Amt Preetz-Land i den sydvestlige del af Kreis Plön. Kreis Plön ligger i den østlige/centrale del af delstaten Slesvig-Holsten.

## Geografi
Pohnsdorf er beliggende ca. en kilometer vest for Preetz ved Postsee. I kommunen ligger naturschutzgebietet Pohnsdorfer Stauung og et stort skovområde Klosterforst Preetz. Fra 1910 til 1930 var der i Sieversdorf station på jernbanen Kleinbahn Kirchbarkau–Preetz–Lütjenburg.